# Suits (série de televisão sul-coreana)
Suits (hangul: 슈츠; rr: Syucheu) é uma série de televisão sul-coreana exibida pela emissora KBS2 de 25 de abril a 14 de junho de 2018, estrelada por Jang Dong-gun e Park Hyung-sik. É um remake da série de televisão estadunidense de mesmo nome de Aaron Korsh.

## Enredo
Um advogado competente e distinto do escritório de advocacia "Kang & Ham" Choi Kang-Seok recruta um jovem chamado Go Yeon-Woo, que tem uma memória retentiva, mas não é formado em direito.

## Elenco

### Elenco principal
- Jang Dong-gun como Choi Kang-seok

Um advogado lendário. Ele é o equivalente a Harvey Specter, retratado por Gabriel Macht.
- Park Hyung-sik como Go Yeon-woo

Um advogado novato gênio com uma excelente memória. Ele é o equivalente a Michael Ross, interpretado por Patrick J. Adams.
- Chae Jung-an como Hong Da-ham

Assistente competente de Choi Kang-seok. Ela é o equivalente a Donna Paulsen, retratada por Sarah Rafferty.
- Jin Hee-kyung como Kang Ha-yeon

Co-fundador da “Kang & Ham”. Ela é o equivalente a Jessica Pearson, interpretada por Gina Torres.
- Ko Sung-hee como Kim Ji-na[7][8]

Uma paralegal perfeita no que faz. Ela é o equivalente a Rachel Zane, retratada por Meghan Markle.
- Choi Gwi-hwa como Chae Geun-sik

Advogado e rival de Kang-Seok. Ele é o equivalente a Louis Litt, interpretado por Rick Hoffman.

### Elenco de apoio
- Hwang Tae-gwang como advogado Huang
- Choi Yu-hwa como Jae-hee

Informante de Choi Kang-Seok que coleta informações e completa missões em segredo para ele.
- Lee Si-won como Se-hee
- Lee Tae-sun como Seo Gi-woong
- Son Yeo-eun como Kim Moon-hee
- Ye Soo-jung como avó de Yoon-woo
- Jang In-sub como Jang Seok-hyun
- Lee Jung-hyuk como Kim Jin-kyu
- Jang Yoo-sang como Park Joon-gyu
- Kim Young-ho como Ham Ki-taek

### Aparições especiais
- Im Kang-sung como Promotor
- Lee Yi-kyung como Park Joon-pyo (ep 1–2)
- Bewhy como ele mesmo (ep 3-4)
- Jang Shin-young como Na Joo-hee (ep 3-4)

Ex-namorada de Kang-seok
- Kwon Hyuk como Nam Sang-moo
- Son Sook como Madame Bae (ep 4)
- Son Seok-koo como David Kim (ep 5-6, 13, 15)
- Nam ki-ae como CEO Sim Young Joo (CEO da Namyoung)
- Jeon No-min como Oh Byung-wook (ep 7)

## Produção
- O remake foi anunciado pela primeira vez em 2015, com os direitos sendo vendidos para a EnterMedia Pictures Co. da Coreia.
- Suits é o segundo drama coreano co-produzido pela NBCUniversal depois de Moon Lovers: Scarlet Heart Ryeo e a terceira série geral após Saturday Night Live Korea.
- Este é o primeiro retorno de Jang Dong-gun na tela pequena em seis anos.

## Trilha sonora

### Parte 1
| Lançado em 25 de abril de 2018 |                 |                |         |  |
| N.º                            | Título          | Artista        | Duração |  |
| 1.                             | "Dream"         | DK (December)  | 3:02    |  |
| 2.                             | "Dream" (Inst.) |                | 3:02    |  |
| Duração total:                 | Duração total:  | Duração total: | 6:04    |  |

### Parte 2
| Lançado em 2 de maio de 2018 |                                  |                |         |  |
| N.º                          | Título                           | Artista        | Duração |  |
| 1.                           | "If The Winds Blows" (바람 불면) | Jung Eun-ji    | 3:45    |  |
| 2.                           | "If The Winds Blows" (Inst.)     |                | 3:45    |  |
| Duração total:               | Duração total:                   | Duração total: | 7:30    |  |

### Parte 3
| Lançado em 9 de maio de 2018 |                                   |                |         |  |
| N.º                          | Título                            | Artista        | Duração |  |
| 1.                           | "You In The Dream" (꿈 속의 그대) | Mamamoo        | 3:06    |  |
| 2.                           | "You In The Dream" (Inst.)        |                | 3:06    |  |
| Duração total:               | Duração total:                    | Duração total: | 6:12    |  |

### Parte 4
| Lançado em 16 de maio de 2018 |                                               |                                 |         |  |
| N.º                           | Título                                        | Artista                         | Duração |  |
| 1.                            | "Rainy Road You And I" (비 오는 거리 너와 나) | Kang Min-kyung (Davichi), Kisum | 3:50    |  |
| 2.                            | "Rainy Road You And I" (Inst.)                |                                 | 3:50    |  |
| Duração total:                | Duração total:                                | Duração total:                  | 7:40    |  |

### Parte 5
| Lançado em 23 de maio de 2018 |                |                |         |  |
| N.º                           | Título         | Artista        | Duração |  |
| 1.                            | "Now"          | Vromance       | 3:10    |  |
| 2.                            | "Now" (Inst.)  |                | 3:10    |  |
| Duração total:                | Duração total: | Duração total: | 6:20    |  |

### Parte 6
| Lançado em 30 de maio de 2018 |                      |                |         |  |
| N.º                           | Título               | Artista        | Duração |  |
| 1.                            | "Propose" (프로포즈) | GB9            | 3:57    |  |
| 2.                            | "Propose" (Inst.)    |                | 3:57    |  |
| Duração total:                | Duração total:       | Duração total: | 7:54    |  |

### Parte 7
| Lançado em 7 de junho de 2018 |                       |                |         |  |
| N.º                           | Título                | Artista        | Duração |  |
| 1.                            | "Calling You"         | LAURA          | 4:20    |  |
| 2.                            | "Calling You" (Inst.) |                | 4:20    |  |
| Duração total:                | Duração total:        | Duração total: | 8:40    |  |

### Parte 8
| Lançado em 13 de junho de 2018 |                             |                |         |  |
| N.º                            | Título                      | Artista        | Duração |  |
| 1.                             | "When I'm With You"         | MLC            | 3:15    |  |
| 2.                             | "When I'm With You" (Inst.) |                | 3:15    |  |
| Duração total:                 | Duração total:              | Duração total: | 6:30    |  |

## Classificações
- Na tabela abaixo, os números azuis representam as audiências mais baixas e os números vermelhos representam as audiências mais elevadas.

| Episódio | Data de transmissão | Título | Audiência média | Audiência média | Audiência média | Audiência média |
| Episódio | Data de transmissão | Título | TNmS            | TNmS            | AGB Nielsen     | AGB Nielsen     |
| Episódio | Data de transmissão | Título | Em todo o país  | Seul            | Em todo o país  | Seul            |
| -------- | ------------------- | --- | --------------- | --------------- | --------------- | --------------- |
| 1        | 25 de abril de 2018 | O destino é decidido pela escolha que você faz, não por coincidência. (운명을 결정짓는 건, 우연이 아니라 선택이다.) | 8.2% (12th)     | 8.7%            | 7.4% (10th)     | 7.5% (9th)      |
| 2        | 26 de abril de 2018 | Se você tiver a chance de lançar um dado, lance-o sem hesitar. No momento em que você joga, você avançará pelo menos um quadrado. (주사위를 던질 기회가 왔다면 , 주저 말고 던져라. 던지는 순간 최소한 한 칸은 전진한다.) | 7.7% (12th)     | 8.1%            | 7.4% (11th)     | 7.0% (11th)     |
| 3        | 2 de maio de 2018   | Sempre existe um lado negro por trás da verdade. Portanto... (진실의 얼굴 뒤에는 언제나 어두운 이면이 존재한다.) | 8.0% (11th)     | 8.5%            | 9.7% (7th)      | 10.6% (6th)     |
| 4        | 3 de maio de 2018   | ...Portanto, a verdade nem sempre vence só porque se mostra. (...그러므로, 진실이 얼굴을 드러낸다고 항상 승리하는 것은 아니다.)                                                                                          | 8.4% (10th)     | 8.9%            | 9.7% (7th)      | 10.2% (5th)     |
| 5        | 9 de maio de 2018   | Para pegar uma hiena, você deve usar carne podre como isca. (하이에나를 잡으려면, 썩은 고기를 미끼로 써야 한다.) | 7.8% (10th)     | 8.2%            | 8.9% (8th)      | 9.1% (7th)      |
| 6        | 10 de maio de 2018  | Eles bebem a mesma água, mas as vacas produzem leite, enquanto as cobras produzem veneno. (같은 물을 마시지만 , 소는 우유를 만들고, 뱀은 독을 만든다.)                                                                   | 6.5% (19th)     | 6.8%            | 7.9% (9th)      | 7.7% (9th)      |
| 7        | 16 de maio de 2018  | Uma bainha é realmente desnecessária para uma faca chamada justiça? (정의라는 칼에는 칼집이 필요 없는가?) | 7.8% (13th)     | 8.1%            | 8.8% (8th)      | 8.7% (7th)      |
| 8        | 17 de maio de 2018  | Justiça é devolver a todos o que eles merecem por direito. (정의란 각자가 당연히 받아야 할 것을 돌려주는 것이다.) | 6.8% (19th)     | 7.2%            | 7.4% (11th)     | 7.1% (14th)     |
| 9        | 23 de maio de 2018  | Você não pode voltar no tempo e começar de novo, mas ainda pode buscar um novo final a partir de agora. (과거로 돌아가 새롭게 시작할 순 없지만 현재로부터 새로운 결말을 맺을 순 있다.)                                   | 10.3% (8th)     | 10.7%           | 9.9% (7th)      | 9.5% (6th)      |
| 10       | 24 de maio de 2018  | Você pode provar seu valor mostrando o tipo de risco que está disposto a correr. (당신의 가치를 증명하는 건 어떤 종류의 위험을 감수하느냐에 달려있다.)                                                                   | 10.3% (8th)     | 10.5%           | 9.6% (7th)      | 9.2% (8th)      |
| 11       | 30 de maio de 2018  | Se você deseja engolir um demônio, deve engolir seus chifres também. (악마를 삼키려면 뿔까지 목구멍으로 넘겨야 한다.) | 8.8% (10th)     | 9.1%            | 8.8% (7th)      | 8.5% (7th)      |
| 12       | 31 de maio de 2018  | If you have blind faith about your ideals, you'll be betrayed by the reality. (이상을 맹신하면, 현살에 배신 당한다.) | 8.7% (11th)     | 8.9%            | 9.8% (6th)      | 9.7% (6th)      |
| 13       | 6 de junho de 2018  | No momento em que você voar com asas chamadas de mentiras, você não estará pousando. (거짓말이라는 날개를 달고 이륙한 순간 착륙은 없다.)                                                                                 | 8.7%            | 9.0%            | 8.4% (6th)      | 8.8% (5th)      |
| 14       | 7 de junho de 2018  | A melhor maneira de guardar um segredo é ... não contá-lo a ninguém. (비밀을 지키는 가장 완벽한 방법은 아무에게도 말해주지 않는 것이다.)                                                                                 | 9.6%            | 10.1%           | 9.2% (5th)      | 9.7% (4th)      |
| 15       | 13 de junho de 2018 | Quando você perder seu destino, olhe para trás, no caminho que percorreu até agora. (목적지를 잃었을 땐, 걸어온 길을 돌아보라.)                                                                                          | 9.1%            | 9.4%            | 9.1% (3rd)      | 9.5% (3rd)      |
| 16       | 14 de junho de 2018 | A vida não vai te dizer... onde é o destino. (삶은 당신에게 목적지를 알려주지 않는다.) | 10.0%           | 10.6%           | 10.7% (5th)     | 11.3% (4th)     |
| Média    | Média               | Média | 8.5%            | 8.8%            | 8.9%            | 9.1%            |

## Prêmios e indicações
| Ano  | Prêmio                  | Categoria                                | Indicação      | Resultado | Ref.   |
| ---- | ----------------------- | ---------------------------------------- | -------------- | --------- | ------ |
| 2018 | 11th Korea Drama Awards | Prêmio de excelência, atriz              | Chae Jung-an   | Venceu    | [ 11 ] |
| 2018 | 6th APAN Star Awards    | Prêmio de excelência, ator em minissérie | Park Hyung-sik | Indicado  | [ 12 ] |
| 2018 | 6th APAN Star Awards    | Melhor ator coadjuvante                  | Choi Gwi-hwa   | Indicado  | [ 12 ] |
| 2018 | 2nd The Seoul Awards    | Melhor atriz coadjuvante                 | Ko Sung-hee    | Indicado  | [ 13 ] |
| 2018 | 2018 KBS Drama Awards   | Prêmio de excelência superior, ator      | Jang Dong-gun  | Indicado  | [ 14 ] |
| 2018 | 2018 KBS Drama Awards   | Prêmio de excelência, ator em minissérie | Jang Dong-gun  | Venceu    | [ 14 ] |
| 2018 | 2018 KBS Drama Awards   | Prêmio de excelência, ator em minissérie | Park Hyung-sik | Indicado  | [ 14 ] |
| 2018 | 2018 KBS Drama Awards   | Melhor ator coadjuvante                  | Choi Gwi-hwa   | Indicado  | [ 14 ] |
| 2018 | 2018 KBS Drama Awards   | Melhor atriz coadjuvante                 | Ko Sung-hee    | Indicado  | [ 14 ] |
| 2018 | 2018 KBS Drama Awards   | Melhor novo ator                         | Son Seok-gu    | Indicado  | [ 14 ] |
| 2018 | 2018 KBS Drama Awards   | Prêmio internauta                        | Park Hyung-sik | Venceu    | [ 14 ] |

## Na cultura popular
- No episódio 23 de Marry Me Now, um dos personagens é visto assistindo o episódio 8 desta série dramática.

## Transmissão internacional
- Na Malásia, exibido na 8TV todas as segundas e terças-feiras das 22h30 às 23h30, de 7 de maio a 26 de junho de 2018.
- Nas Filipinas, será exibido na rede de televisão filipina por assinatura através da Kapamilya Channel.